# Parque Carmarthen
El Parque Carmarthen (en inglés: Carmarthen Park) se encuentra en Carmarthen, Gales, en el Reino Unido y contiene muchas instalaciones recreativas y deportivas como un velódromo. El velódromo es 405.38 metros de largo, y es la pieza central del parque Carmarthen. Oficialmente inaugurado el lunes de Pascua en 1900 ha estado en uso continuo desde entonces, y se cree que es el velódromo de hormigón al aire libre más antiguo en uso continuo en el mundo. Aquí el concepto de 'pacing' fue introducido por primera vez, por lo que cada ciclista alcanza velocidades más altas en sus carreras.